# Achterwetering
Achterwetering is een buurtschap   in de gemeente De Bilt, in de Nederlandse provincie Utrecht. Het is gelegen aan de  Achter Weteringseweg, iets ten westen van de spoorlijn Utrecht-Hilversum en de A27, tussen Westbroek en Maartensdijk. Achterwetering ligt ingeklemd tussen Polder Achttienhoven en de Gelderpolder, en kent 90 inwoners (2004).